# چریوال (کارولینای جنوبی)
چریوال(به انگلیسی: Cherryvale) شهری در ایالت کارولینای جنوبی کشور ایالات متحده آمریکا است که جمعیت آن در سرشماری سال ۲۰۱۰ میلادی، ۲٬۴۹۶ نفر بوده‌است.